# 한국광고학회
한국광고학회는 광고 및 이에 관련되는 이론과 실제의 연구발표를 통해 한국의 광고 발전에 기여함을 목적으로 1998년 8월 31일 설립된 대한민국 문화체육관광부 소관의 사단법인이다. 사무실은 서울특별시 송파구 신천동 7-11 한국광고문화회관 9층(우: 138-921)에 있다.

## 주요 사업
- 광고의 이론과 실무에 관한 연구
- 국내외 제 학회와의 교류
- 회보, 회지, 연구서적 간행